# 承天观之碑
承天观之碑，位于中国甘肃省正宁县，为一个省级文物保护单位，类型为石窟寺及石刻。
承天观之碑的历史年代为北宋。